# Hara Masatane
Hara Masatane (原昌胤?   1531 - 29 de junio de 1575) fue uno de los sirvientes principales del clan Takeda durante finales del período Sengoku de la historia de Japón.
Masatane estaba parcialmente emparentado de sangre con el general Hara Toratane, pero pertenecían a distintas ramas familiares, aunque los dos se trataban como hermanos. Ya que Masatane gozaba de tan alta estima y reputación por pertenecer a los Veinticuatro Generales de Takeda Shingen, apoyó a Toratane en varias campañas militares y batallas incluyendo la Cuarta Batalla de Kawanakajima en 1561. Durante la Batalla de Mimasetoge de 1569 fue donde aumentó su fama y reputación al ser considerado uno de los Veinticuatro Generales de Takeda.
Masatane fue muerto en la Batalla de Nagashino en 1575, cuando dirigía una unidad de caballería de élite que se enfrentó a los arcabuceros de Oda Nobunaga.